# Planaeschna asahinai
Planaeschna asahinai là loài chuồn chuồn trong họ Aeshnidae. Loài này được Karube mô tả khoa học đầu tiên năm 2011.